# Láďa Novák

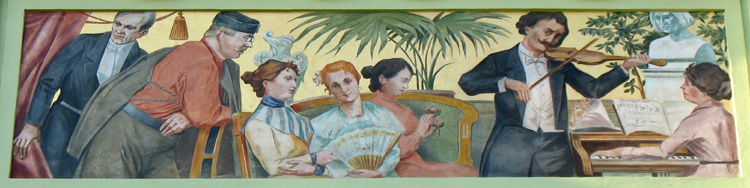
Nástěnná malba Koncert - Měšťanská beseda (Plzeň)

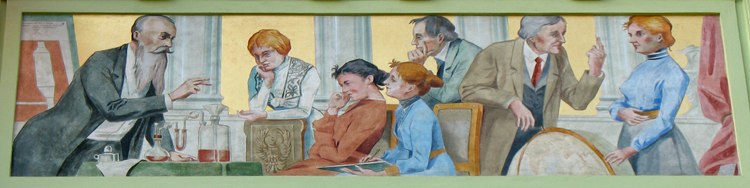
Nástěnná malba Přednáška - Měšťanská beseda (Plzeň)

Láďa Novák (7. října 1865 Praha – 16. ledna 1944 Praha) byl český malíř, kreslíř a ilustrátor. Vystudoval architekturu a pozemní stavitelství. Je znám jako autor návrhů sgrafit, rovněž prováděl dekorace (fresky a sgrafita) průčelí domů. Je mu přičítána výzdoba fasád celkem na 106 domech v Česku.[zdroj?]
Zemřel roku 1944 a byl pohřben na Olšanských hřbitovech.

## Dílo
- sgrafito na fasádě Fary u sv. Petra v Praze podle návrhů Celdy Kloučka, fasádu navrhl Antonín Wiehl[1][2][3]
- výzdoba Rottova domu v Praze (dle kartonů Mikoláše Alše)
- výzdoba průčelí nové radnice v Náchodě (dle kartonů Mikoláše Alše)
- sgrafita novorenesančního Řeznického domu postaveného v roce 1894 na nároží Bubenského nábřeží (čp. 702/VII) a Argentinské ulice v Praze-Holešovicích architektem Janem Zeyerem.[4]
- výzdoba Wiehlova domu postaveného podle vlastního návrhu Antonínem Wiehlem, Novák realizoval cyklus života měšťana a alegorie dle kartonů Mikoláše Alše)[2][5]
- výzdoba radnice v Klatovech, Táboře, Roudnici nad Labem, Luhačovicích
- provedení opony a průčelí divadla v Mariboru ve Slovinsku
- nástěnné malby na průčelí Měšťanské besedy v Plzni
- sgrafitová výzdoba na domu Dr. Čeňka Ježdíka, U tvrze, Hlinsko, dům projektoval architekt Ladislav Skřivánek (1904)[6]
- sgrafitová fasáda Husovy školy v Krušovicích (1912–1915)
- obraz sv. Václava v kapličce v obci Žhery (okr. Kolín), odkud pocházela Novákova manželka (roz. Čermáková)
- sgrafitové průčelí plzeňské pivnice (1919)
- sgrafitová výzdoba Kounicových kolejí v Brně-Žabovřeskách (architekt Karel Hugo Kepka, dokončeno 1922)[7]

## Galerie - obrazy

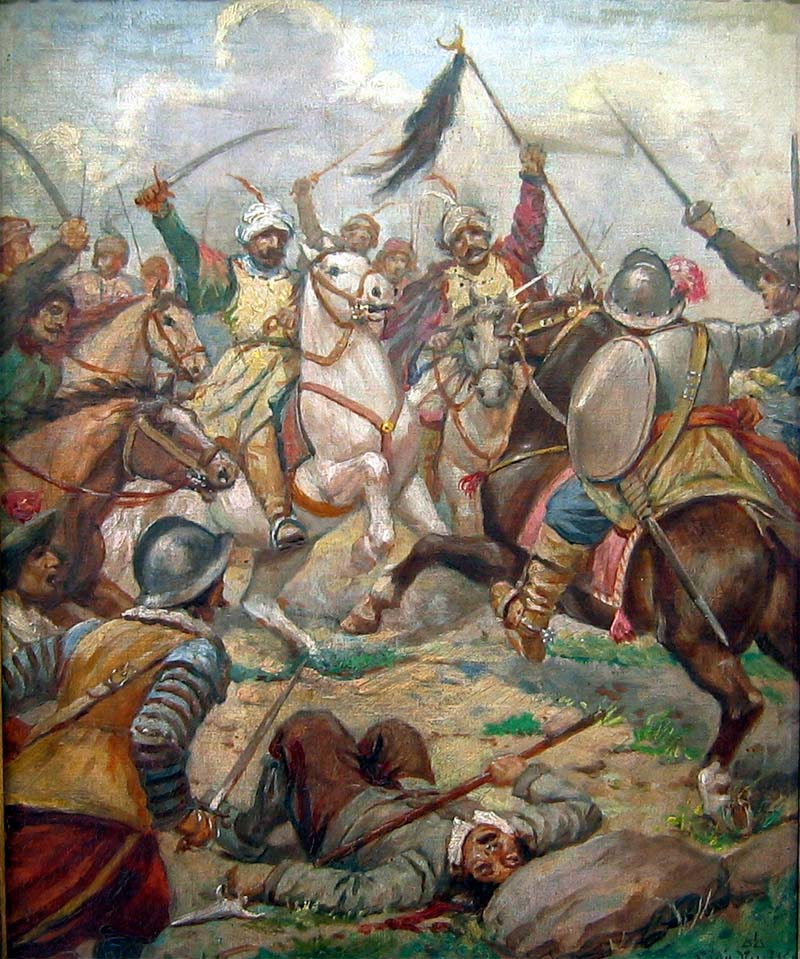
Bitva
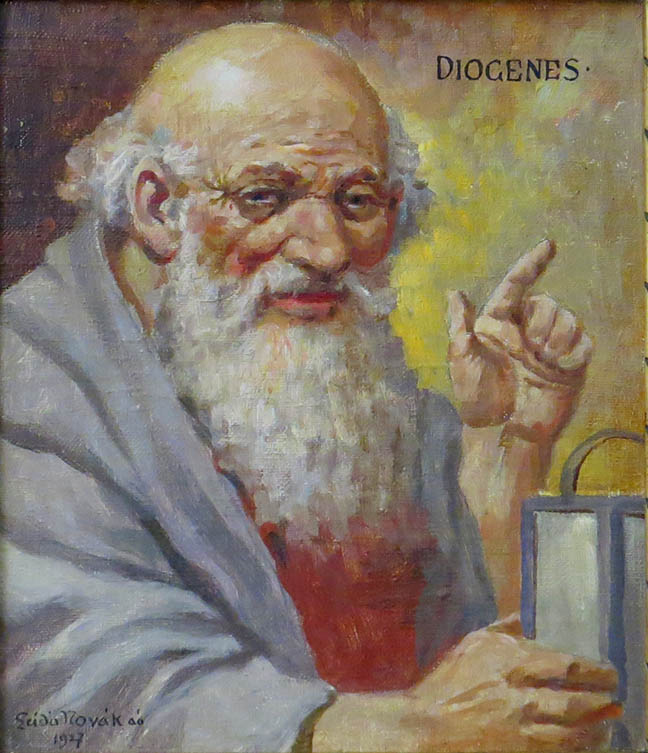
Řecký filozof Diogenes (1927)
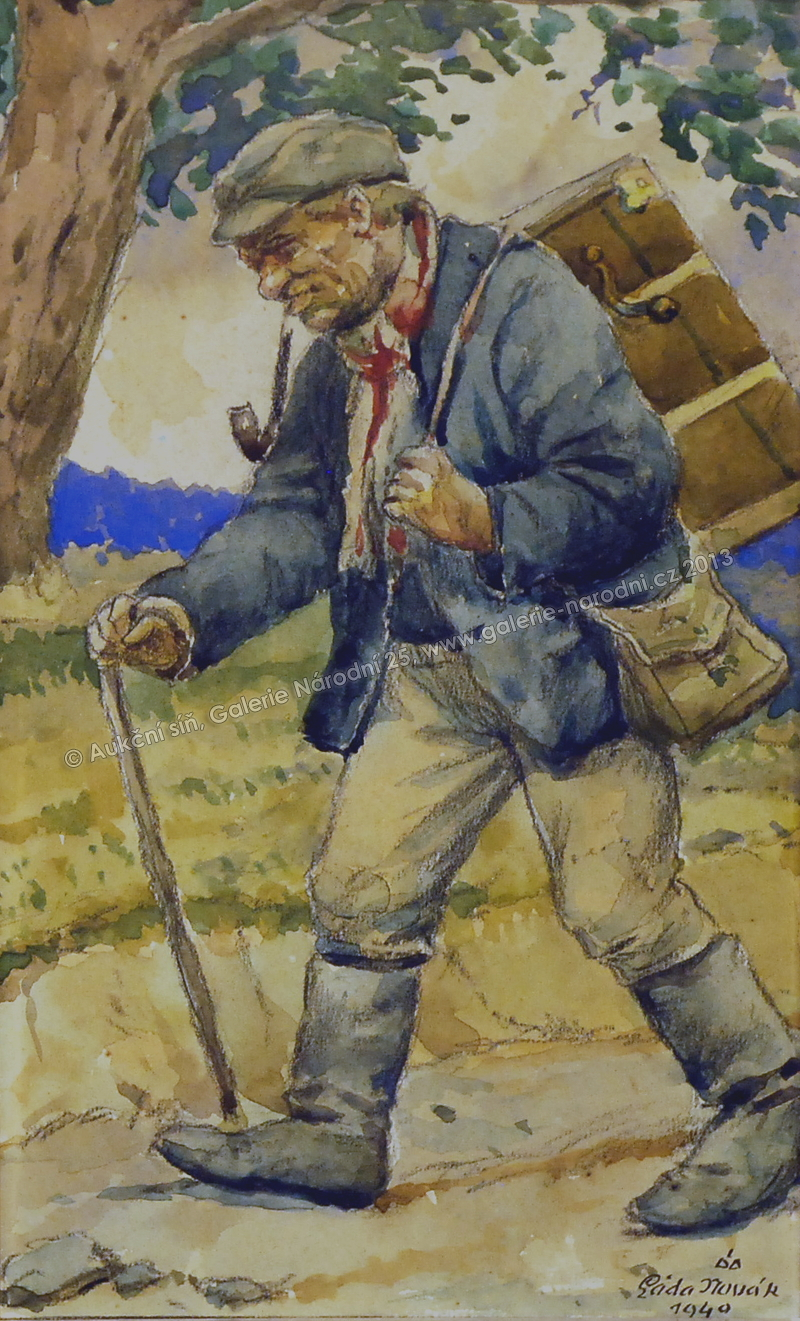
Tulák (1940)
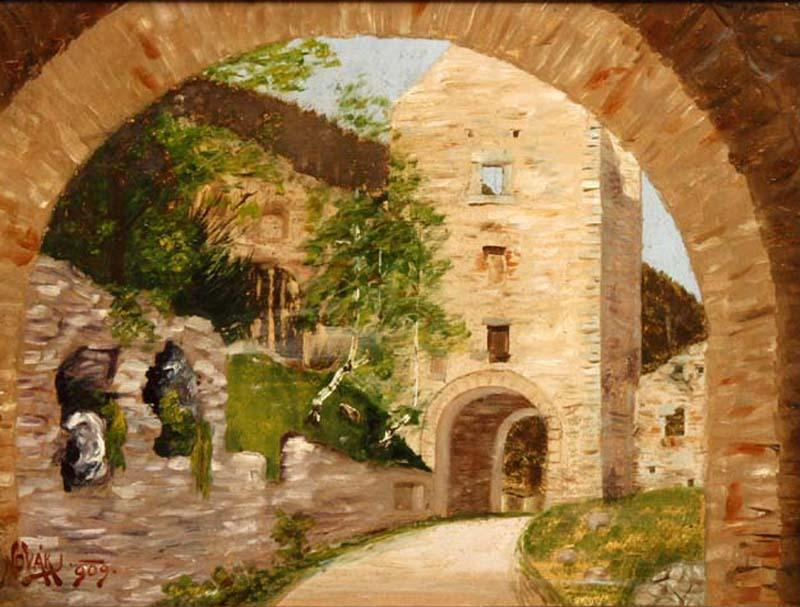
Městská brána (1909)

## Galerie - kresby

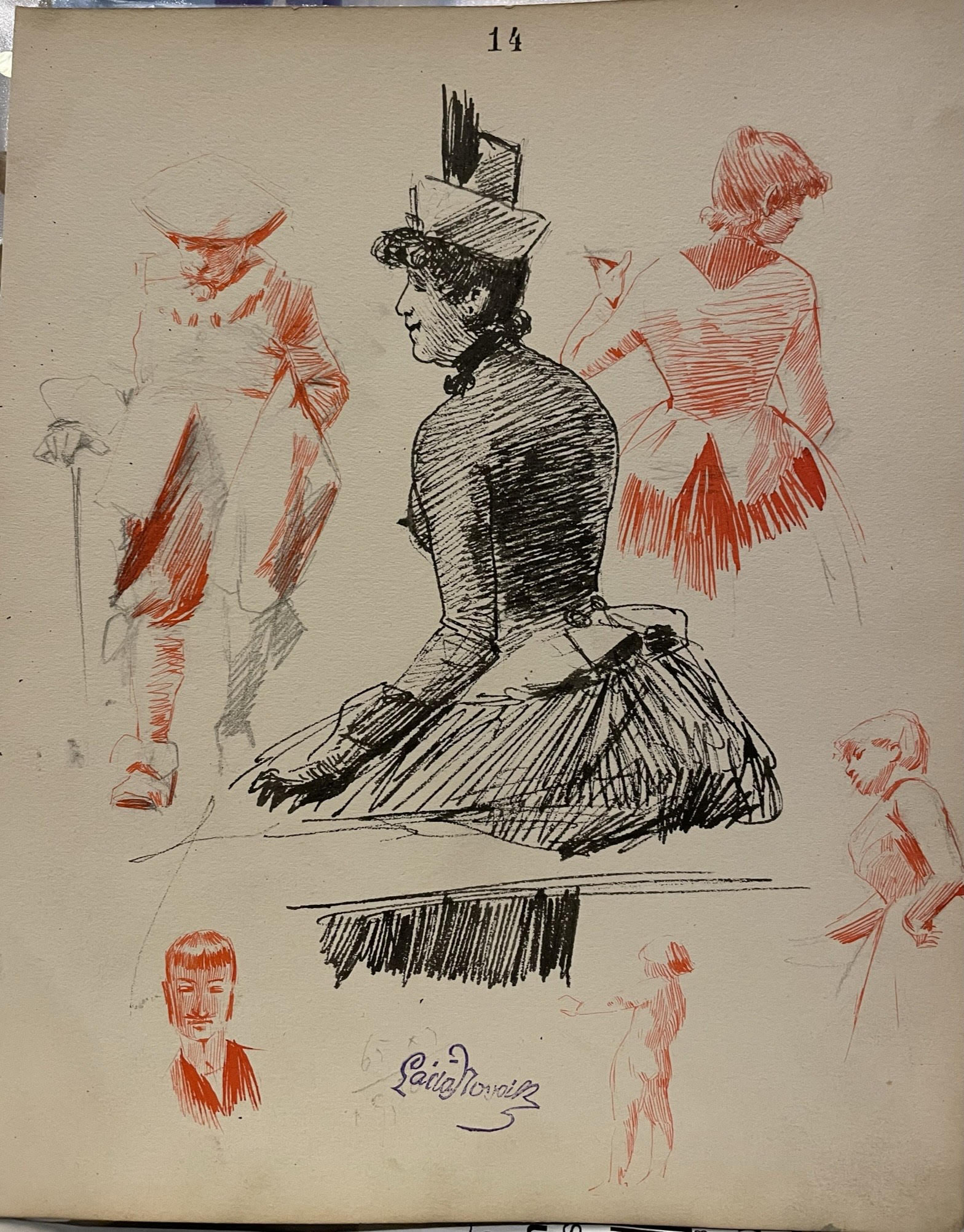
Náčrtky
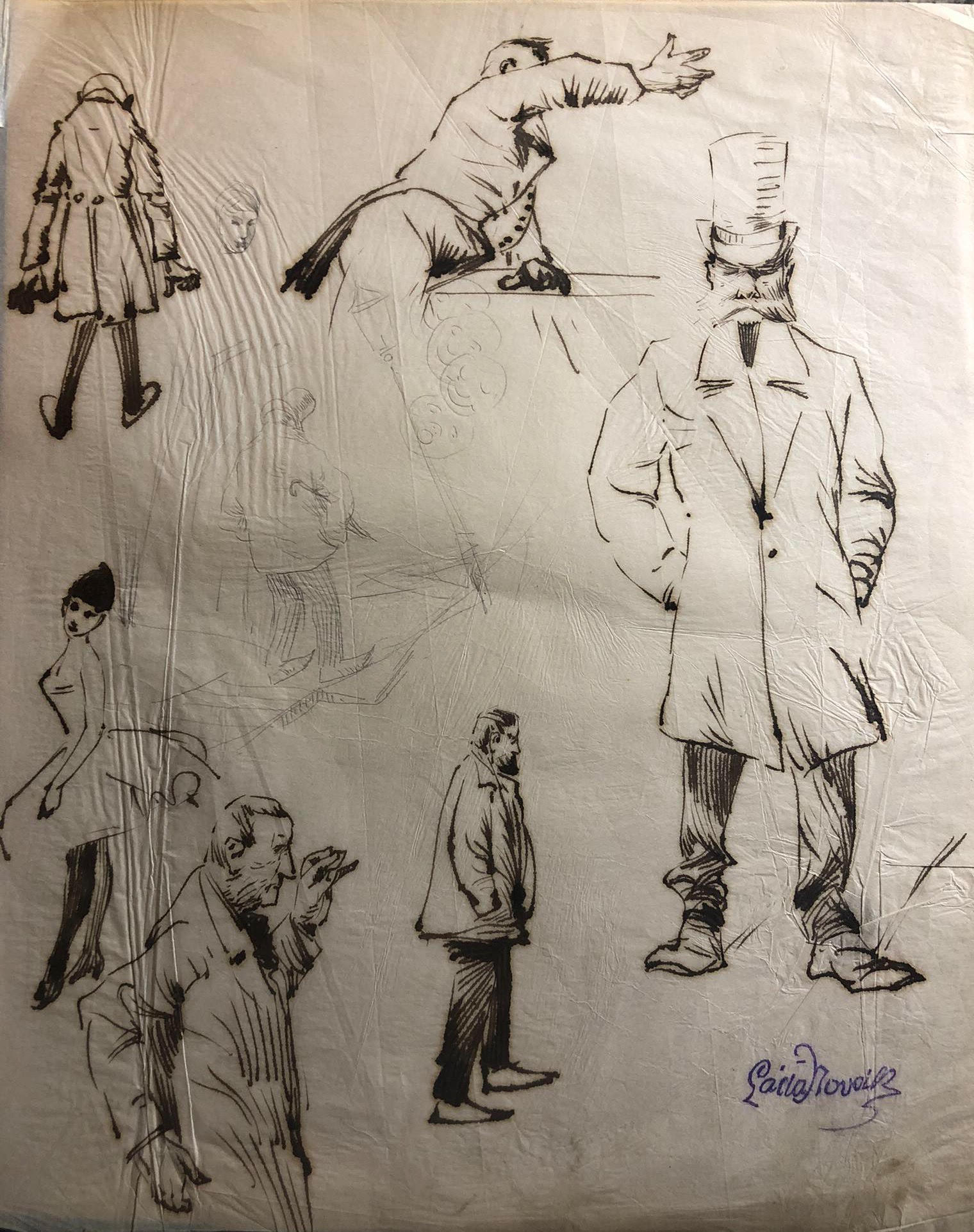
Náčrtky 2

## Galerie realizací Ládi Nováka

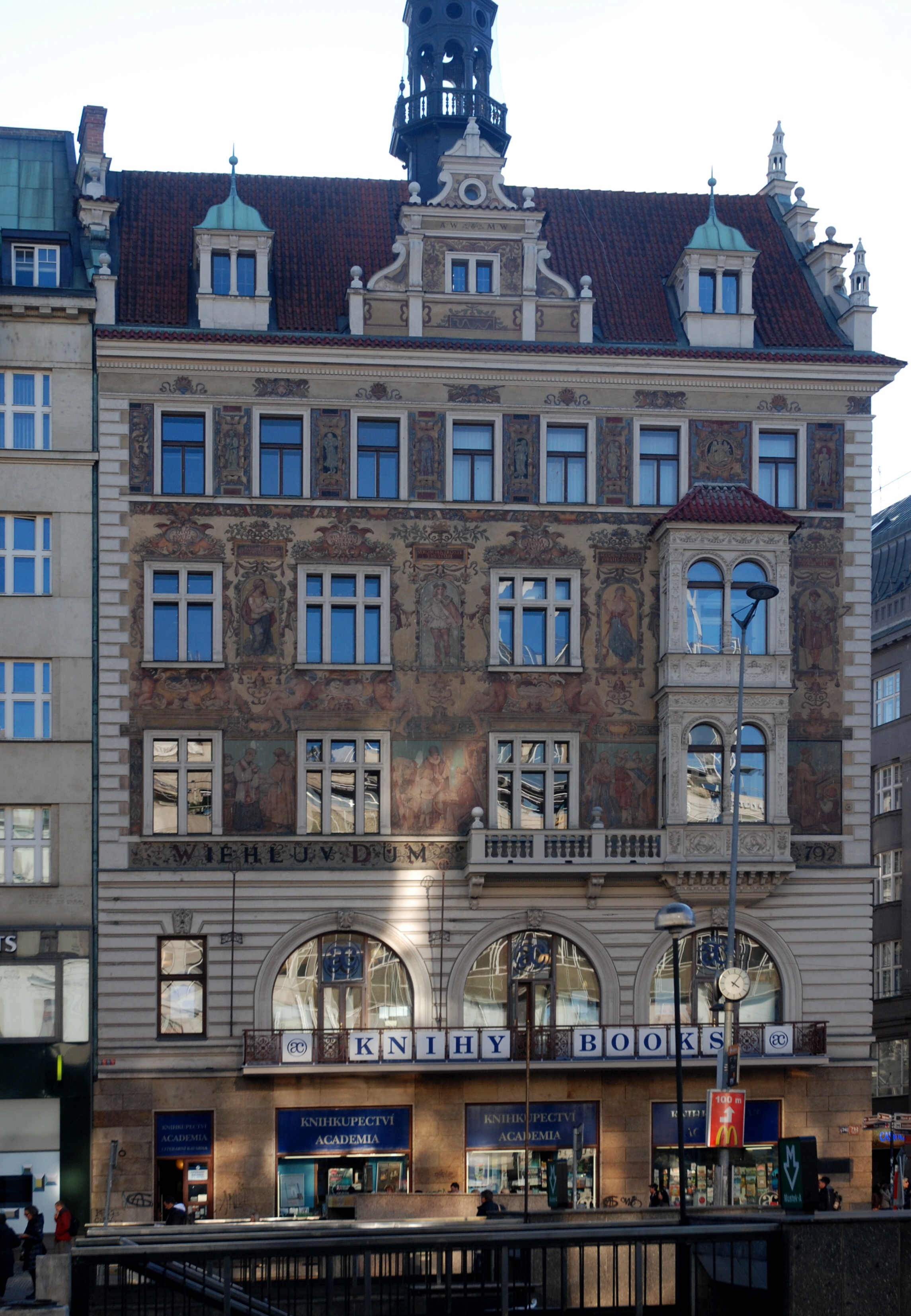
Wiehlův dům (autor Pastorius)
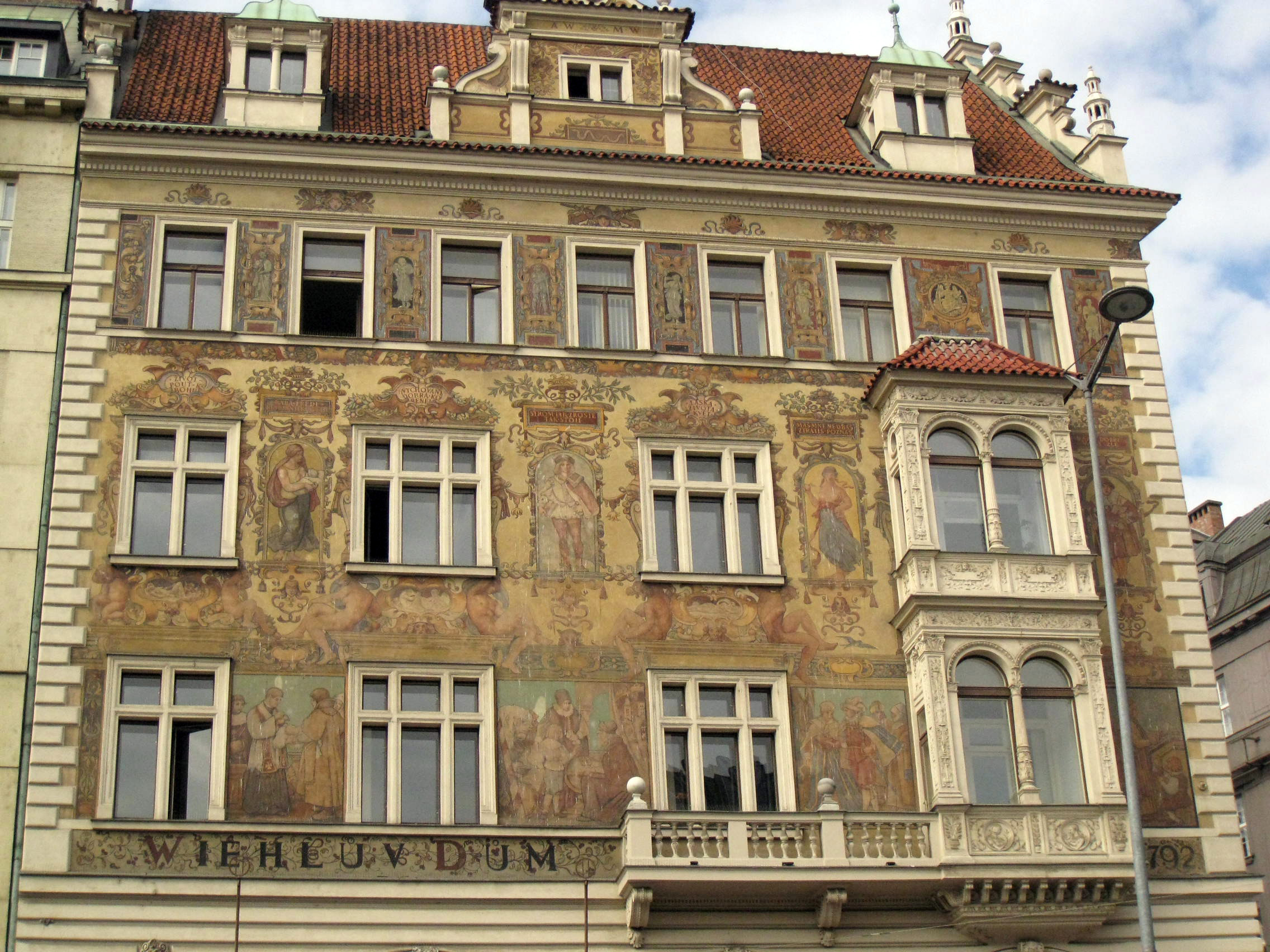
Wiehlův dům z Václavského náměstí (Enfo)
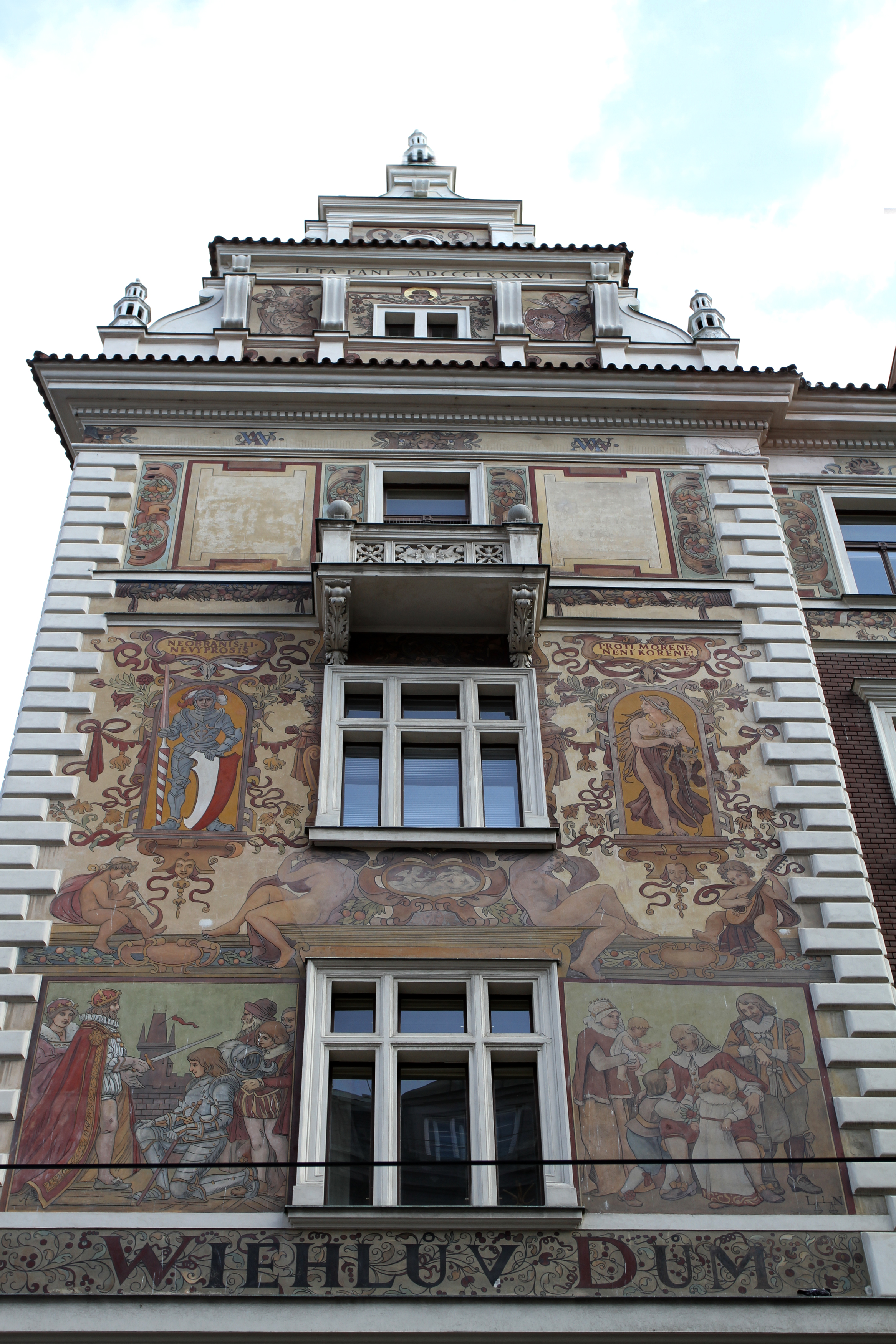
Wiehlův dům Ondřej Kořínek
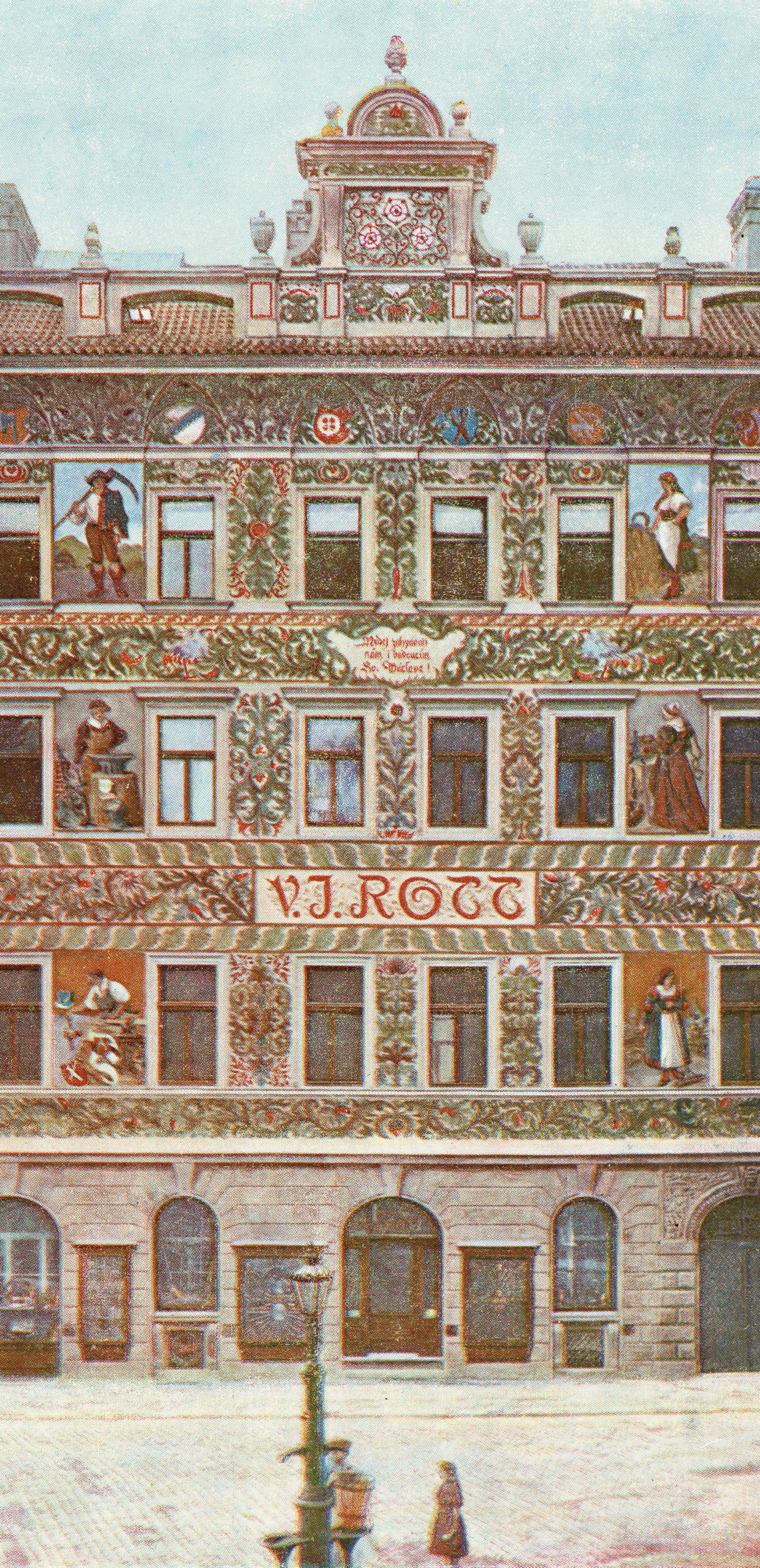
Rottův dům na Malém náměstí v Praze
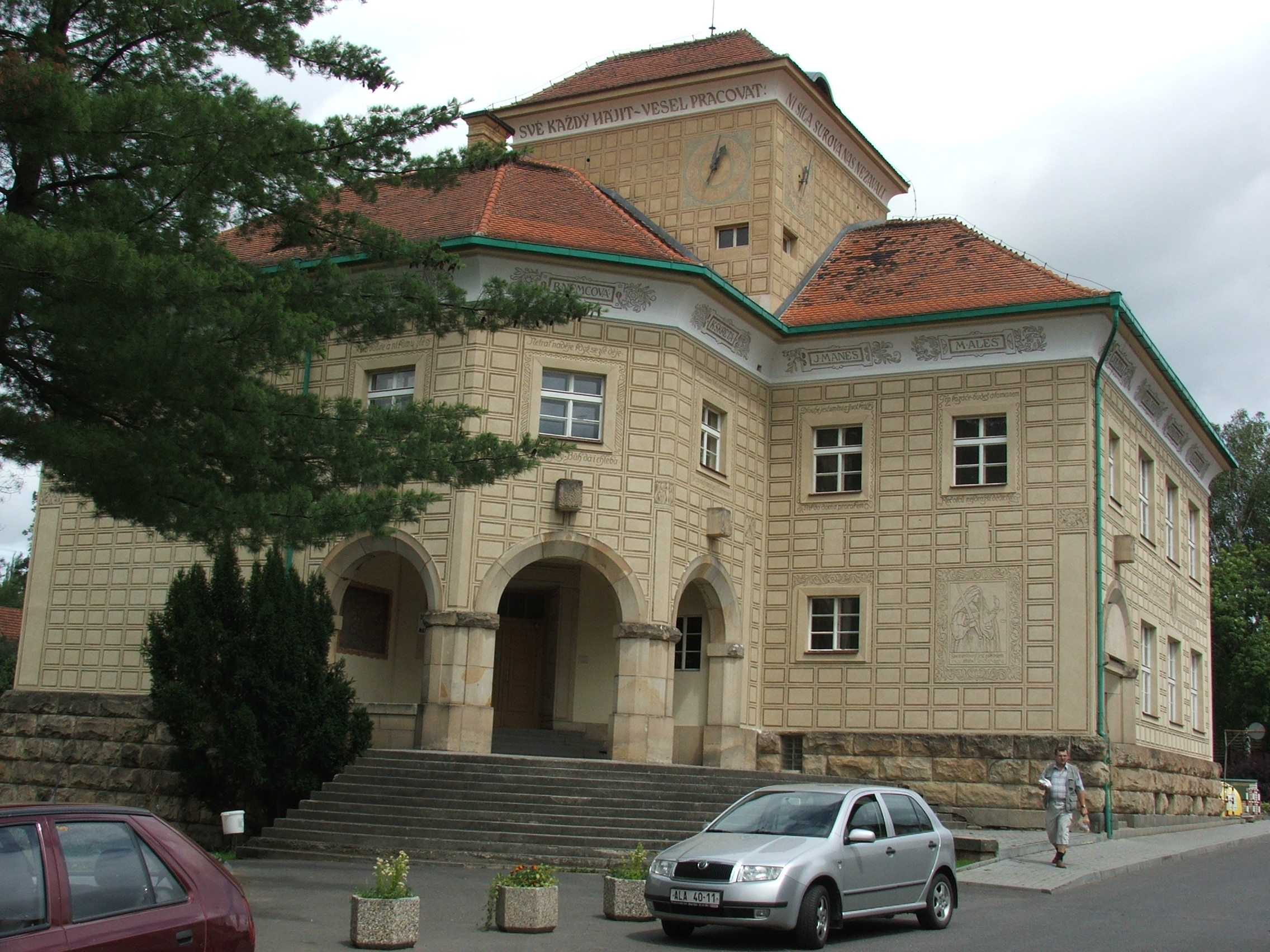
Husova škola v Krušovicích